# Лясоцин (Опатовський повіт)
Лясоцин (пол. Lasocin) — село в Польщі, у гміні Ожарув Опатовського повіту Свентокшиського воєводства.
Населення — 312 осіб (2011).

## Демографія
Демографічна структура на день 31 березня 2011 року:
|          | Загалом | Допрацездатний вік | Працездатний вік | Постпрацездатний вік |
| -------- | ------- | ------------------ | ---------------- | -------------------- |
| Чоловіки | 151     | 37                 | 95               | 19                   |
| Жінки    | 161     | 30                 | 77               | 54                   |
| Разом    | 312     | 67                 | 172              | 73                   |